# Prêles
Prêles (Duits (verouderd): Prägelz) is een plaats en voormalige gemeente in het Zwitserse kanton Bern in het Franstalige district Jura bernois. De gemiddelde hoogte is 822 meter. De plaats ligt ongeveer een kilometer noordnoordwest van het Meer van Biel, waarvan het gescheiden is door de kleine gemeente Ligerz. Op 1 januari 2014 ging Prêles met de aangrenzende gemeenten Diesse en Lamboing op in de fusiegemeente Plateau de Diesse.

## Gegevens voormalige gemeente
Eind 2013 telde de toenmalige gemeente Prêles 897 inwoners. De oppervlakte was 6,98 km². De postcode was en is 2515 en de statistische code was 0725.
- Historisch woordenboek van Zwitserland: 000433
- Virtual International Authority File: 248286730
- WorldCat: E39PBJp64xx7rF43w3tm4mxRrq